# Volební obvod Rheintal
Volební obvod Rheintal (německy Wahlkreis Rheintal) je jedním z 8 volebních obvodů v kantonu St. Gallen ve Švýcarsku, které vznikly podle nové ústavy kantonu St. Gallen z 10. června 2001. Tyto volební obvody již neplní žádné úkoly kantonální správy. Volební obvod Rheintal vznikl k 1. lednu 2003 a skládá se z bývalých okresů Oberrheintal a Unterrheintal (kromě obce Thal).

## Seznam obcí
| Znak           | Název obce     | Počet obyvatel (31. 12. 2023) | Rozloha (km²) | Hustota zalidnění (obyv./km²) |
| -------------- | -------------- | ----------------------------- | ------------- | ----------------------------- |
| Altstätten     | Altstätten     | 12 456                        | 39,46         | 316                           |
| Au             | Au             | 8481                          | 4,65          | 1824                          |
| Balgach        | Balgach        | 5139                          | 6,52          | 788                           |
| Berneck        | Berneck        | 3989                          | 5,62          | 710                           |
| Diepoldsau     | Diepoldsau     | 6928                          | 11,25         | 616                           |
| Eichberg       | Eichberg       | 1571                          | 5,44          | 289                           |
| Marbach        | Marbach        | 2118                          | 4,38          | 484                           |
| Oberriet       | Oberriet       | 9291                          | 34,60         | 269                           |
| Rebstein       | Rebstein       | 5051                          | 4,39          | 1151                          |
| Rheineck       | Rheineck       | 3516                          | 2,21          | 1591                          |
| Rüthi          | Rüthi          | 2542                          | 9,33          | 272                           |
| St. Margrethen | St. Margrethen | 6558                          | 6,87          | 955                           |
| Widnau         | Widnau         | 10 337                        | 4,22          | 2450                          |
| Celkem (13)    | Celkem (13)    | 77 977                        | 138,94        | 561                           |